# South Tottenham
South Tottenham est une zone anglaise située au nord de Londres, dans le borough londonien de Haringey.